# Аптекер, Герберт
Ге́рберт А́птекер (англ. Herbert Aptheker, 31 июля 1915 — 17 марта 2003) — американский историк-марксист, политический активист и публицист. Член Коммунистической партии США. В течение ряда лет являлся преподавателем истории в Школе социальных наук имени Джефферсона. Директор Американского института марксистских исследований (с 1964 года). Основные работы Аптекера посвящены истории афроамериканцев. Аптекеру принадлежат также публицистические работы, разоблачающие реакционную сущность современных буржуазных исторических концепций и расистских взглядов на историю США. Исторические труды Аптекера служили в 1950-70-х одним из основных источников представлений советских читателей об истории США и жизни американского общества.

## Биография
Аптекер родился в Бруклине (Нью-Йорк) в еврейской семье успешного бизнесмена Бенджамина Аптекера и Ребекки Комар-Аптекер. Он был младшим из пяти детей в этой семье. В 1932 году, когда ему было 16, он вместе со своим отцом отправился в деловую поездку в Алабаму. Там он столкнулся с угнетением афроамериканцев и был потрясен увиденным. По возвращении в Бруклин он пишет статью для его школьной газеты «Тёмная сторона Юга» («Dark Side Of The South»).
В 1936 году окончил Колумбийский университет. Получив степень бакалавра в области геологии в Колумбийском университете, Герберт поступил в 1935 году на аспирантуру в области американской истории, планируя — под влиянием Уильяма Эдуарда Бёркхардта Дюбуа, которого считал своим наставником, — заняться историей рабства и сопротивления ему. Его магистерская диссертация (1937) была посвящена крупному восстанию рабов под предводительством Ната Тёрнера в 1831 году, за ней последовали более общие исследования по борьбе с рабством, в том числе статья «Slave Maroons» в журнале «Негритянская история», две статьи в журнале «Марксистские общественные науки» и докторская диссертация, впоследствии опубликованная под названием «Бунты американских негров-рабов» (American Negro Slave Revolts; Columbia University Press, 1943) и ставшая классической монографией по теме, а также 7-томная «Документальная история негритянского народа» (Documentary History of the Negro People).
Аптекер сотрудничал в профсоюзе работников пищевой и табачной промышленности, а также был секретарём комитета за упразднение пеонажа. В 1939 году он вступил в Коммунистическую партию США, которая, по его мнению, занимала передовые позиции в борьбе за полное экономическое, социальное и политическое равноправия афроамериканцев. В ходе Второй мировой войны он вступил в армию, приняв участие в операции «Оверлорд» и освобождении Франции. В артиллерийских войсках дослужился до звания майора, которого был лишён за «коммунистическую деятельность» в декабре 1950 года. После демобилизации занялся исследовательской работой.
В 1943 году получил ученую степень доктора. В 1948—1959 годах был главным редактором прогрессивного издания «Мэссмер энд мейнстрим», в 1957—1963 годах — главным редактором теоретического органа Компартии США, журнала «Политические известия» (Political Affairs, «Политикал Афферс»).
В годы маккартизма Герберт Аптекер как коммунист был внесён в «чёрные списки» и на протяжении более чем десятилетия был отстранён от преподавания в университете.
В 1964 году Аптекер возглавил Американский институт марксистских исследований, созданный в Нью-Йорке с целью поощрения марксистского радикального образования в Соединённых Штатах и оказании помощи в организации дискуссий о марксистском мышлении, проведении диалога между марксистами и немарксистами, учёными и писателями. Институт под руководством Г. Аптекера систематически проводил теоретические симпозиумы по различным проблемам: «Марксизм и отчуждение», «Марксизм и демократия», «Антикоммунизм и исторические исследования в США» и др.
Аптекер был членом Национального комитета КП США с 1957 по 1991 год. В 1966 году он выдвигался в Палату представителей от 12-го округа в штате Нью-Йорк как кандидат от Партии мира и свободы, получив 3562 голоса.
В конце 1960-х годов Герберт Аптекер, резкий противник войны во Вьетнаме, ездил с лекциями по США, выступая в колледжах и университетах в поддержку освободительной борьбы вьетнамских крестьян и рабочих, проводя параллели с афроамериканским сопротивлением. В 1966 году он посетил Вьетнам и был одним из первых учёных, осудивших Вьетнамскую войну.

## Научная деятельность
Аптекер отмечал гуманистическую трактовку прав человека, содержащуюся в Декларации независимости и первых конституциях штатов, концепцию народного суверенитета и право на революцию (по Руссо и Пейну). В статье «Американская революция и право на революцию» он впервые в исторической литературе обосновывает: «идея права на революцию заключена не только в Декларации независимости, но и в ряде первых конституций штатов».
«Идея принятия писаной конституции, включающей перечень полномочий правительства, логически вытекала из революции», — отмечает Герберт Аптекер. Он оценивает противоречивый характер отношения Конституции США к предшествовавшей революционной идеологии. С одной стороны — воплотившаяся в ней доктрина договорного образования правительства и чёткого определения границ влияния и прерогатив государственного аппарата представляет отрицание произвола власти, характерного для феодально-абсолютистких обществ. Принятие конституции поэтому означало «реализацию политических принципов Века Разума». Но, с другой стороны, отказ от «Статей конфедерации» 1781 года, первоначального зыбкого договорного соглашения между 13 штатами в пользу Конституции, отразил «частичное поражение» левого, демократического крыла революции и победу её умеренных деятелей.
Среди работ Аптекера важное место занимает «История американского народа. Колониальная эра», являющаяся первым собранием документов по истории негров США.
Аптекер дважды (в 1939 и 1969 году) получал награды от Ассоциации по изучению жизни и истории негров (в настоящее время Ассоциация по изучению афроамериканской жизни и истории).
Выход в свет двух первых томов двенадцатитомника «История американского народа» Г. Аптекера явился важным событием в литературной и политической жизни Соединенных Штатов. Это исследование, которое будет состоять из двенадцати томов, охватит всю американскую историю. В первом томе, под названием «Колониальная эра», автор описывает процесс развития американского народа, закладывание основ республики, что приводит читателей непосредственно к началу революционной эпохи — основному предмету исследования второго тома серии. «Американская революция» дает блестящий анализ революции и всесторонне обоснованный ответ на вопрос о том, каким образом могущественная Англия потерпела решительное поражение от гораздо более бедных и менее развитых колоний.

## Последующее влияние на общественные науки
В своих трудах Аптекер следовал целям революционной борьбы за социалистическое преобразование мира. Вклад Аптекера в марксистские исследования способствовал тому, что актуальность марксизма на современном этапе отнюдь не утрачена, причём марксизм интересен не только политически ангажированным коммунистам, но и широкому кругу читателей. А изучение истории американского народа, проблем негритянского народа повлияли на то, что в современном мире продолжаются изучение проблем расового угнетения и борьба с чёрным рабством во всем мире.

## Личная жизнь
Жена Аптекера, Фэй, была профсоюзным организатором. Их дочь Беттина Аптекер — ныне профессор феминистских исследований в университете Калифорнии, Санта-Крус, и активистка ЛГБТ-движения. Беттина была в числе основателей коммунистической молодёжной организации «Клубы Дюбуа»; в числе её друзей детства — Анджела Дэвис. В своих мемуарах Беттина Аптекер утверждает, что она была растлена её отцом в возрасте от 4 до 13 лет. Впрочем, на этот счёт существуют серьёзные возражения, поскольку обвинения основаны на репрессии и диссоциации воспоминаний. Например, Марк Розенцвейг пишет: «Правда о Герберте и Беттине является недоступной для нас».

## Книги Аптекера
Некоторые труды:
- A Documentary History of the Negro People in the United States (1951)
- American Negro Slave Revolts (1945)
- The American Revolution. 1763—1783. A History of the American People: An Interpretation (1960)
- Mission to Hanoi (1966)
- The Nature of Democracy, Freedom and Revolution (1967)
- The Truth about Hungary (1957)
- Afro-American History: the Modern Era (1971).

Труды Аптекера, переведённые на русский язык:
- Лауреаты империализма: Монополистический капитал переписывает историю Америки. М., 1955.
- «О сущности свободы». М., 1961.
- «История американского народа. Колониальная эра». М., 1961.
- «История американского народа. Американская революция». М., 1962.
- «Американский негр сегодня». М., 1963.
- «Внешняя политика США и „холодная война“». М., 1963.
- «История Афро-американцев в современную эпоху». М., 1975.
- «О природе демократии, свободы и революции». М., 1970.